# John B. Cobb
John B. Cobb, Jr. (9 de febrero de 1925-26 de diciembre de 2024) fue un teólogo, filósofo y ambientalista estadounidense. A menudo se lo considera el erudito más destacado en el campo de la teología del proceso de Charles Hartshorne, la escuela de pensamiento asociada con la filosofía de Alfred North Whitehead.  Cobb es autor de más de cincuenta libros.  En 2014, Cobb fue elegido miembro de la Academia Estadounidense de las Artes y las Ciencias.

## Biografía
John Cobb nació en Kobe, Japón, el 9 de febrero de 1925, de padres metodistas misioneros. misioneros.Hasta los 15 años, vivió principalmente en Kobe e Hiroshima y recibió la mayor parte de su educación temprana en la Academia Canadiense multiétnica de Kobe, a la que atribuyó los inicios de su perspectiva pluralista.
En 1940, Cobb se trasladó a Georgia, EE. UU., para terminar la escuela secundaria. Se encontró a la vez desconcertado y asqueado por el racismo omnipresente en la región, en particular la demonización de los japoneses. Al ver cómo los mismos acontecimientos podían presentarse de formas tan distintas según el país en el que viviera, Cobb se volvió cada vez más contracultural y crítico con las opiniones dominantes en las iglesias, los medios de comunicación, las universidades y el gobierno.
Tras graduarse en el instituto, Cobb asistió al Emory College en Oxford, Georgia, antes de alistarse en el ejército estadounidense en 1943. Fue elegido para el programa de lengua japonesa, que estaba lleno principalmente de intelectuales judíos y católicos que le ayudaron a tomar conciencia de la naturaleza estrecha y parroquial de su protestantismo de Georgia.
Cobb sirvió en la ocupación de Japón, regresó a Estados Unidos y abandonó el ejército poco después.  En 1947 ingresó en un programa interdepartamental de la Universidad de Chicago.
En 1958, Cobb siguió a Colwell a Claremont, California, donde fue nombrado profesor Ingraham de Teología en la Claremont School of Theology y profesor Avery de Religión en la Claremont Graduate University.
Durante su carrera, Cobb también ha sido profesor visitante en Harvard Divinity School, University of Chicago Divinity School, Vanderbilt Divinity School, Iliff School of Theology, Rikkyo University en Japón, y la University of Mainz en Alemania. Ha recibido seis doctorados honoris causa.
Cobb murió el 26 de diciembre de 2024, a la edad de 99 años.

## Trayectoria
Creó la revista Process Studies con de en 1971 y cofundó el Centro de Estudios del Proceso, con David Ray Griffin en 1973, de la Escuela de Teología de Claremont, California. Junto con el clérigo episcopal George Regas, organizó en 1996 la Unidad de los Cristianos Progresistas. En 2014, Cobb fue elegido para la Academia Estadounidense de las Artes y las Ciencias. Esta organización celebra conferencias bienales, la décima de las cuales tuvo lugar en Claremont en 2015.
Un tema unificador de la obra de Cobb es su énfasis en la interdependencia ecológica, en la idea de que cada parte del ecosistema depende de todas las demás partes. Ha sostenido que la tarea más urgente de la humanidad es preservar el mundo en el cual vive y del cual depende, una tesis que Alfred North Whitehead describe como "lealtad al mundo".
Las críticas económicas de Cobb surgieron como una extensión natural de su interés por las cuestiones ecológicas.  Reconoció que no podía escribir sobre una sociedad ecológica, sostenible y justa sin incluir el debate sobre la economía.
Como parte de su investigación sobre por qué las políticas económicas empeoraban con tanta frecuencia la situación ecológica, en la década de 1980 Cobb decidió reevaluar el producto nacional bruto y el producto interior bruto como medidas del progreso económico. Junto con su hijo, Clifford Cobb, desarrolló un modelo alternativo, el Índice de Bienestar Económico Sostenible, que pretendía «consolidar los elementos económicos, medioambientales y sociales en un marco común para mostrar el progreso neto».
En sus últimos años, Cobb describió los sistemas económicos orientados al crecimiento como el «principal ejemplo de corrupción» en la cultura y la religión estadounidenses: «Desde el auge de la economía moderna, los cristianos se han visto obligados a renunciar a sus críticas a la codicia, porque los economistas decían 'la codicia es buena, y si realmente quieres ayudar a la gente, sé lo más codicioso posible'« Cobb consideraba que tales valores se oponían directamente al mensaje de Jesús, que en muchos lugares critica explícitamente la acumulación de riqueza. Debido a la aceptación generalizada de tales valores económicos por parte del cristianismo, Cobb veía a los cristianos mucho menos seguros a la hora de proclamar los valores de Jesús.

## Obra
- Varieties of Protestantism, 1960
- Living options in Protestant Theology, 1962
- A Christian Natural Theology: Based on the Thought of Alfred North Whitehead. Westminster Press, 1965, edição online
- The Structure of Christian Existence, 1967, University Press of America (reimpressão em 1990) edição online
- God and the World. Westminster Press, 1969, edição online
- Is It Too Late? A Theology of Ecology, 1971 (edição revista em 1995)
- Living Options in Protestant Theology. Westminster Press, 1972, edição online
- Liberal Christianity at the Crossroads, 1973, edição online
- Christ in a Pluralistic Age. Westminster Press, 1975, edição online
- Process Theology: An Introductory Exposition, com David Ray Griffin, Philadelphia: Westminster Press, 1976, ISBN 0-664-24743-1
- Theology and Pastoral Care, com David Ray Griffin, 1977
- Mind in Nature: the Interface of Science and Philosophy, editado com David Ray Griffin, University Press of America, 1977, edição online
- The Liberation of Life: from the Cell to the Community, com Charles Birch, 1981
- Process Theology as Political Theology. Westminster Press, 1982, edição online
- Beyond Dialogue: Toward a Mutual Transformation of Christianity and Buddhism, 1982
- Existence and Actuality: Conversations with Charles Hartshorne, editado com Franklin I. Gamwell. University of Chicago Press, 1984, edição online
- Talking About God: Doing Theology in the Context of Modern Pluralism, com David Tracy, Seabury Press, 1983, edição online
- Praying for Jennifer. The Upper Room, 1985, edição online
- Christian Identity and Theological Education, com Joseph Hough, 1985
- Biblical Preaching on the Death of Jesus, com Beardslee, Lull, Pregeant, Weeden e Woodbridge, 1989
- For the Common Good: Redirecting the Economy Toward Community, Environment, and a Sustainable Future, com Herman Daly, 1989 (edição revisada em 1994)
- Doubting Thomas: Christology in Story Form. Crossroad Publishing, 1990. ISBN 0-8245-1033-X, edição online
- Death or Dialogue, com Leonard Swidler, Paul Knitter e Monika Helwig, 1990
- Matters of Life and Death, 1991
- Can Christ Become Good News Again?, 1991
- Sustainability: Economics, Ecology, and Justice. Orbis Books, 1992, edição online
- Becoming a Thinking Christian, 1993
- Lay Theology. Chalice Press, 1994, ISBN 0-8272-2122-3
- Sustaining the Common Good: A Christian Perspective on the Global Economy. Pilgrim Press, 1995. ISBN 0-8298-1010-2
- Grace and Responsibility, 1995
- Reclaiming the Church. Westminster John Knox Press, 1997. ISBN 0-664-25720-8
- Fidelity With Plausibility: Modest Christologies in the Twentieth Century. State University of New York Press, 1998. ISBN 0-7914-3596-2
- The Earthist Challenge to Economism: A Theological Critique of the World Bank. Palgrave Macmillan, 1999. ISBN 0-312-21838-9
- Transforming Christianity and the World: A Way Beyond Absolutism and Relativism. Orbis Books, 1999. ISBN 1-57075-271-0
- Postmodernism and Public Policy: Reframing Religion, Culture, Education, Sexuality, Class, Race, Politics, and the Economy. State University of New York Press, 2001. ISBN 0-7914-5166-6
- Christian Faith and Religious Diversity: Mobilization for the Human Family. Augsburg Fortress Publishers, 2002. ISBN 0-8006-3483-7
- The Process Perspective: Frequently Asked Questions About Process Theology. Chalice Press, 2003. ISBN 0-8272-2999-2
- The Emptying God: A Buddhist-Jewish-Christian Conversation. Wipf & Stock Publishers, 2005. ISBN 1-59752-421-2
- 9/11 & American Empire: Christians, Jews, and Muslims Speak Out, coeditor com Kevin Barrett e Sandra Lubarsky. Olive Branch Press, 2006. ISBN 1-566566-606
- Resistance: The New Role of Progressive Christians, editor. Louisville, Kentucky: Westminster John Knox Press, 2008. ISBN 978-0-664-23287-0
- Spiritual Bankruptcy: A Prophetic Call to Action. Nashville TN: Abingdon Press, 2010. ISBN 978-1-4267-0295-2